# Roger Swinfen Eady (3e baron Swinfen)
Pour les articles homonymes, voir Eady.
Roger Mynors Swinfen Eady 3e baron Swinfen (né le 14 décembre 1938 et mort le 5 juin 2022) est un parlementaire britannique, et l'un des 90 pairs héréditaires élus pour rester à la Chambre des lords après l'adoption de la House of Lords Act 1999. Il siège comme conservateur.

## Biographie
Il fait ses études à la Westminster School et à l'Académie royale militaire de Sandhurst, après quoi il reçoit une commission de service court au Royal Scots avant de quitter l'armée britannique avec le grade de lieutenant. 
Il est philanthrope, dédié au service public, fiduciaire fondateur du Swinfen Charitable Trust et  directeur de l'American Telemedicine Association de 2009 à 2013. 
Swinfen est président de l'Association des sports britanniques pour les handicapés de la région du Sud-Est et entre 1983 et 1997, il est membre du Conseil d'administration du Direct Mail Services Standards. En 1988, il est devenu Patron du Disablement Income Group, en 1996, Patron de Labrador Rescue South East, en 2002, Patron de World Orthopedic Concern, et de la Kunde Foundation en 2007. 
En tant que membre de la Chambre des lords, il est membre de divers comités parlementaires britanniques. 
Swinfen est un membre de la Worshipful Company of Drapers ainsi qu'un citoyen de la ville de Londres. Il est nommé membre de l'Ordre de l'Empire britannique (MBE) dans les honneurs du Nouvel An 2016 pour les services à la télémédecine internationale, pour son travail avec le Swinfen Charitable Trust. 

## Publications
- Une évaluation de l'expérience de la première année avec une liaison de télémédecine à faible coût au Bangladesh (2001)
- Téléneurologie Store-and-Forward dans les pays en développement (2001)
- Expérience avec un système de télémédecine à faible coût dans trois pays en développement (2001)

## Famille
Il est le fils aîné de Charles, 2e baron Swinfen, un avocat, et de la romancière Mary Wesley, fille du colonel Harold Mynors Farmar. Ses parents divorcent en 1945. Il devient 3e baron à la mort de son père en 1977. 
En 1962, il épouse Patricia Anne Blackmore. Lord et Lady Swinfen ont trois filles et un fils, Charles Eady (b. 1971), qui est l'héritier du titre de famille. 